# George Florescu
George Mihai Florescu (* 21. Mai 1984 in Cluj-Napoca, Kreis Cluj) ist ein rumänischer ehemaliger Fußballspieler. Der offensiver Mittelfeldspieler bestritt insgesamt 225 Spiele in der moldauischen Divizia Națională, der rumänischen Liga 1, der dänischen Superliga, der ukrainischen Premjer-Liha, der russischen Premjer-Liga, aserbaidschanischen Premyer Liqası und der zyprischen First Division.

## Karriere
Die Karriere von George Florescu begann in seiner Heimatstadt Cluj-Napoca bei Universitatea Cluj, wo er in der Saison 2001/02 in den Kader der ersten Mannschaft kam, die seinerzeit in der Divizia B, der zweithöchsten rumänischen Spielklasse, vertreten war. Nachdem er zunächst nur wenig zum Einsatz gekommen war, gelang ihm in der Saison 2002/03 der Durchbruch, als er neun Tore in elf Spielen erzielen konnte.
Im Sommer 2004 verließ Florescu „U Cluj“ und wechselte zum moldauischen Spitzenklub Sheriff Tiraspol. Dort konnte er in den Jahren 2005 und 2006 die moldauische Meisterschaft erringen, wobei er seine Torgefährlichkeit nur selten unter Beweis stellen konnte. Im Herbst 2006 verließ er Sheriff und wechselte zu Torpedo Moskau. Mit seinem neuen Verein stieg er kurz darauf aus der Premjer-Liga ab. In der 1. Division verfehlte der Klub zwar die Rückkehr ins Oberhaus, aber Florescu kehrte zu alter Stärke zurück.
Nach Saisonende wechselte Florescu in die dänische Superliga zum FC Midtjylland. Dort erreichte er am Saisonende die Vizemeisterschaft hinter Aalborg BK. Im Frühjahr 2010 kehrte er nach Russland zurück und spielt seitdem für Alanija Wladikawkas in der Premjer-Liga. Nach Saisonende war er ein halbes Jahr ohne Engagement, ehe der ukrainische Erstligist Arsenal Kiew ihn im Sommer 2011 unter Vertrag nahm. Zu Beginn des Jahres 2013 kehrte er nach Rumänien zurück und heuerte bei Astra Giurgiu an. Im Sommer 2013 wechselte er abermals nach Russland, wo ihn Dynamo Moskau verpflichtete. Dort kam er in der Saison 2013/14 nur dreimal zum Einsatz und saß meist auf der Ersatzbank. Im Sommer 2014 kehrte er zu Astra Giurgiu zurück. Im Sommer 2015 wechselte er zu FK Qəbələ nach Aserbaidschan. Dort kam Florescu aber nur einmal zum Einsatz und zog Anfang 2016 zu Omonia Nikosia nach Zypern weiter. Nach der Saison unterschrieb er bei Universitatea Cluj, wo er bis Ende 2020 spielte. Seither ist er beim unterklassigen Lokalrivalen Sanatatea tätig.

### Nationalmannschaft
Florescu bestritt elf Spiele für die rumänische Fußballnationalmannschaft und erzielte dabei ein Tor. Sein Debüt hatte er am 3. März 2010 im Freundschaftsspiel gegen Israel. Er gehörte dem Kader ununterbrochen bis März 2011 an. Anschließend wurde er ein Jahr lang nicht berücksichtigt, ehe ihn Nationaltrainer Victor Pițurcă Ende Mai 2012 in sein Aufgebot für zwei Freundschaftsspiele gegen die Schweiz und Österreich berief. Am 5. Juni 2012 bestritt er sein letztes Länderspiel.

## Erfolge
- Moldauischer Meister: 2005, 2006
- Moldauischer Pokalsieger: 2006
- Dänischer Vizemeister: 2008